# ریچارد اسمیت
ریچارد اسمیت (انگلیسی: Richard Smith؛ ‏ ۱۷ سپتامبر ۱۸۸۶ – ۱۹۳۷)کارگردان فیلم، بازیگر و فیلم‌نامه‌نویس اهل ایالات متحده آمریکا بود.
از فیلم‌هایی که وی در آن نقش داشته‌است، می‌توان به خطر طنز، تندرست و شاد، مدل‌ها و همسران، عشق خالص، تامال و دختران نانجیب، عزیزان دل و سوئیچ بمب، ناشی‌ها و خرابکاری‌ها، خپله و کشمکش‌ها، هالوها و یاوه‌سرایی‌هایشان، خوش‌خیالی‌ها، دندان‌پزشکان و بانوان و جاز و زندانیان اشاره کرد.